# San Marino i Eurovision Song Contest 2016

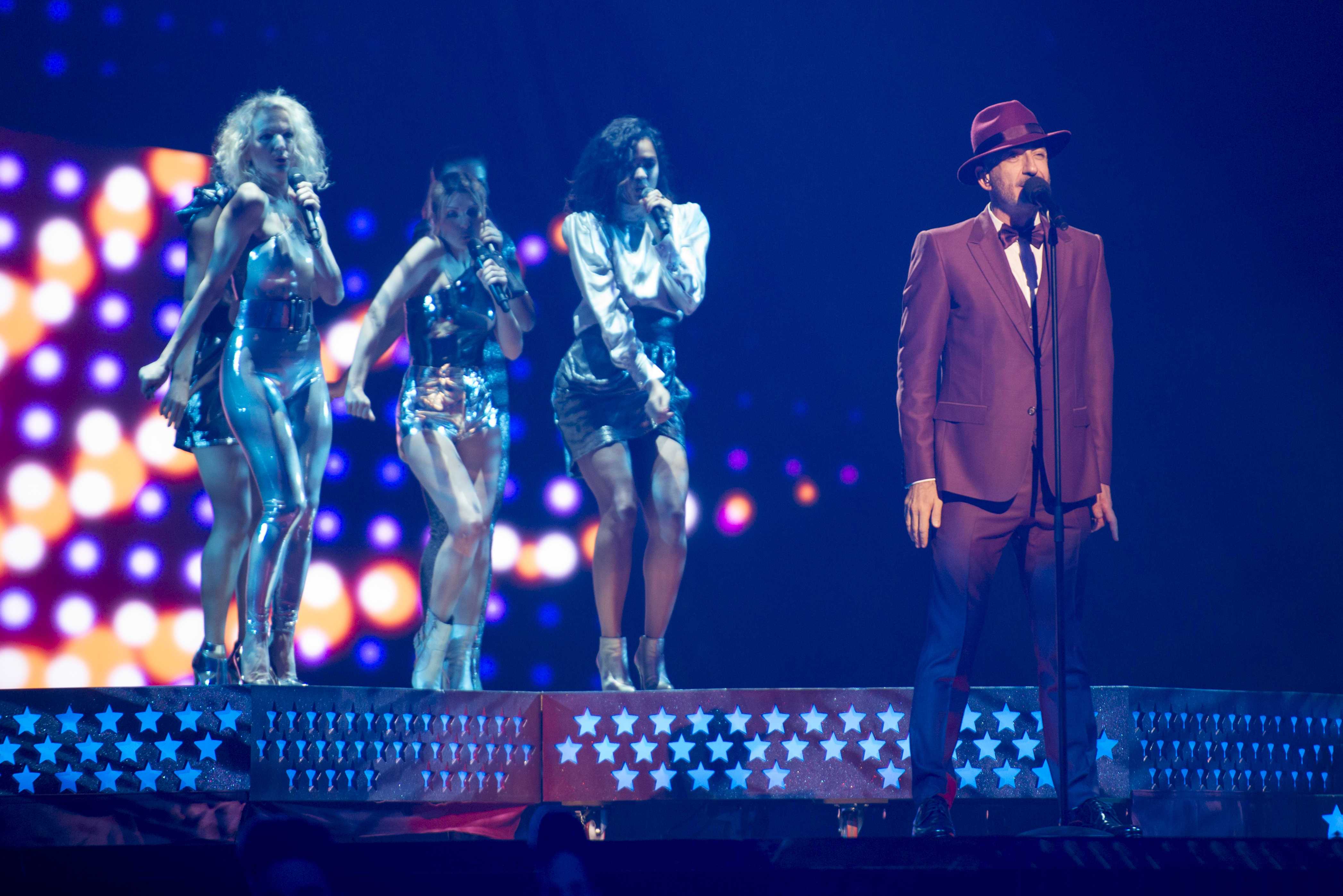
Serhat under en repetition före den första semifinalen av Eurovision Song Contest 2016 i Stockholm

San Marino deltog i Eurovision Song Contest 2016 i Stockholm, Sverige. Artisten som  representerade landet är den turkiska sångaren Serhat med låten "I Didn't Know", som internt valts av sanmarinska TV-bolaget San Marino RTV (SMRTV) i januari 2016.

## Bakgrund
SMRTV bekräftade den 24 september 2015 att San Marino kommer att delta.

## Internvalet
Den 12 januari 2016 höll SMRTV en presskonferens på SMRTV studios där de meddelade att de internt hade valt turkiska sångerskan Serhat att representera San Marino. Låten presenterades 9 mars.

## Under ESC
Landet deltog i SF1 där man inte lyckades nå finalen.